# 아벤티쿰

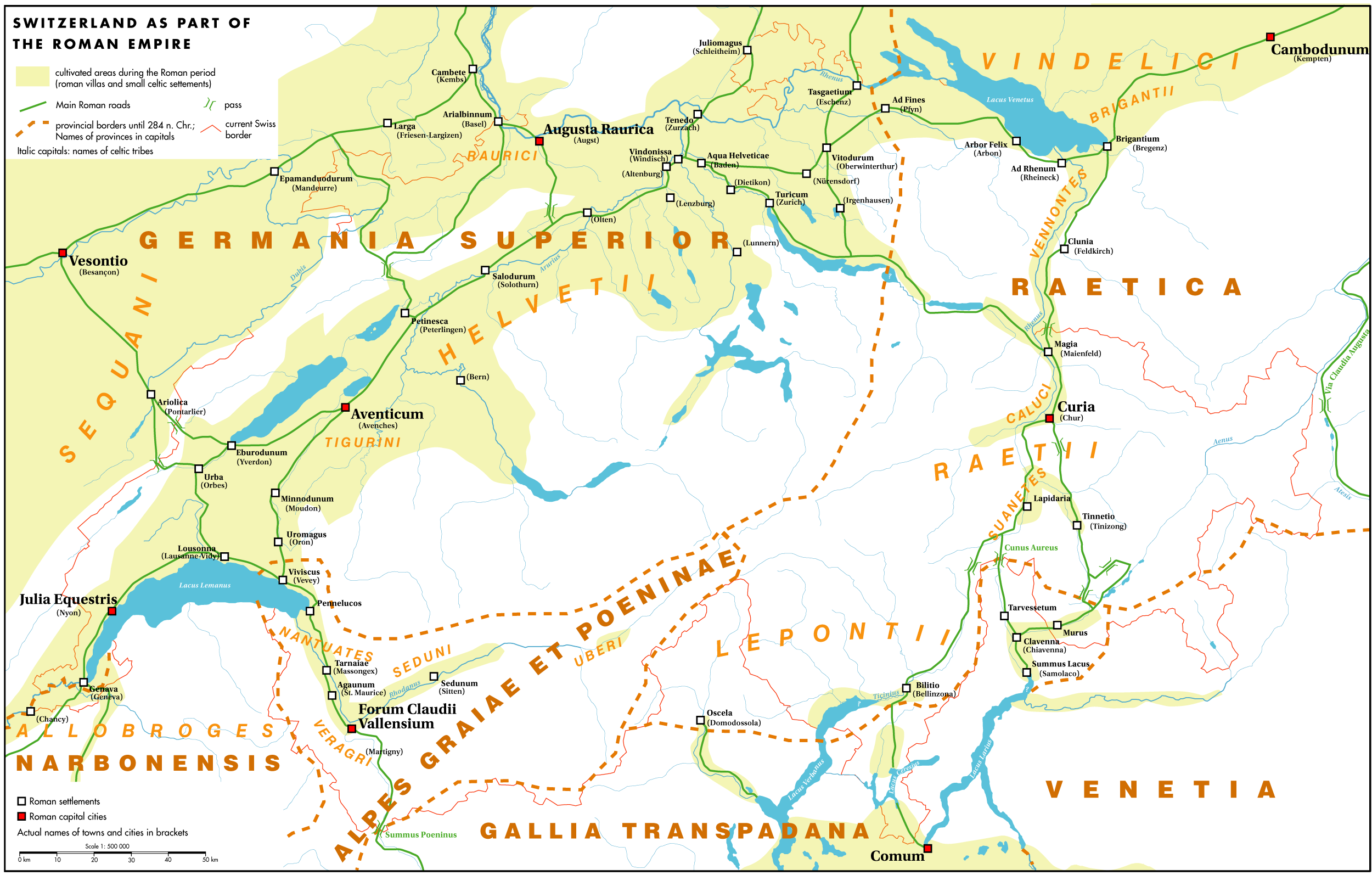
로마 시대의 스위스, 아벤티쿰과 헬베티 지역을 보여준다.

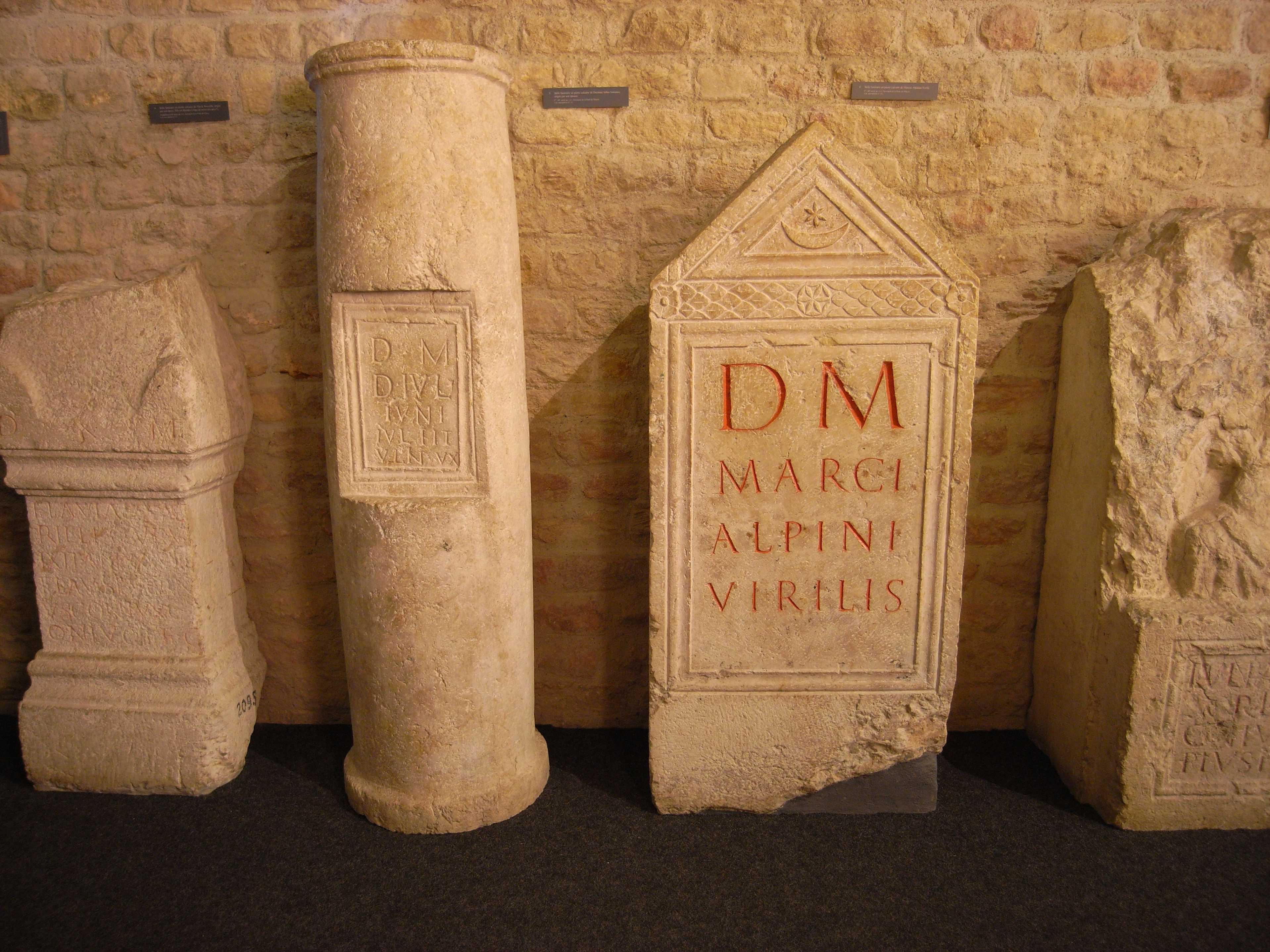
아벤티쿰에서 조각된 석회암 조각들

아벤티쿰(Aventicum)은 로마 스위스(헬베티아 또는 Civitas Helvetiorum)의 가장 큰 도시이자 수도였다. 그 유적은 현대 아방슈 도시 옆에 있다.
이 도시는 아마도 클라우디우스 치하에 건설된 이탈리아와 영국을 연결하는 길 건너편에 있는 헬베티족의 최근 정복된 영토의 수도로서 AD 1세기 초에 아무것도 없는 상태에서 만들어졌을 것이다. 그곳에서 자란 베스파시아누스 황제의 통치 아래 아벤티쿰은 서기 72년에 콜로니아로 승격되어 황금기에 들어섰다. 성벽의 길이는 5.6km였지만, 방어 목적으로 사용할 수 없었으며 의심할 여지 없이 도시의 상태를 표시하기 위한 것이었다.
기독교 시대에 아벤티쿰은 주교단의 자리였다. 가장 유명한 주교는 마리우스 아벤티센지스였다. 455년에서 581년에 걸친 그의 간결한 연대기는 6세기 부르고뉴에 대한 몇 안 되는 자료 중 하나이다. 585년 메이컨 공의회 직후 마리우스는 도시의 급격한 쇠퇴로 인해 아벤티쿰에서 로잔으로 자리를 옮겼다.

## 선사시대 아벤티쿰
아벤티쿰 주변 지역은 로마인이 도시를 건설하기 전에 점령되었다. 인접한 무르텐 호수 내에서 수많은 호수 주거지가 발견되었으며, 적어도 16개의 수상가옥 주거지가 발견되었다. 가장 큰 부지에서 말뚝은 460㎡에 걸쳐 확장되어 큰 역이나 마을을 형성한다. 흙더미 사이의 진흙 속에는 수많은 동물의 뼈 외에도 도끼, 끌, 바늘, 송곳 등 돌과 뼈로 만든 도구로 구성된 수많은 유물들이 발견되었다. 도기는 수많은 석영 알갱이가 들어 있는 조잡하고 검붉은 종류의 토기로 12~15가지 종류가 있다.

## 헬베티족의 이주

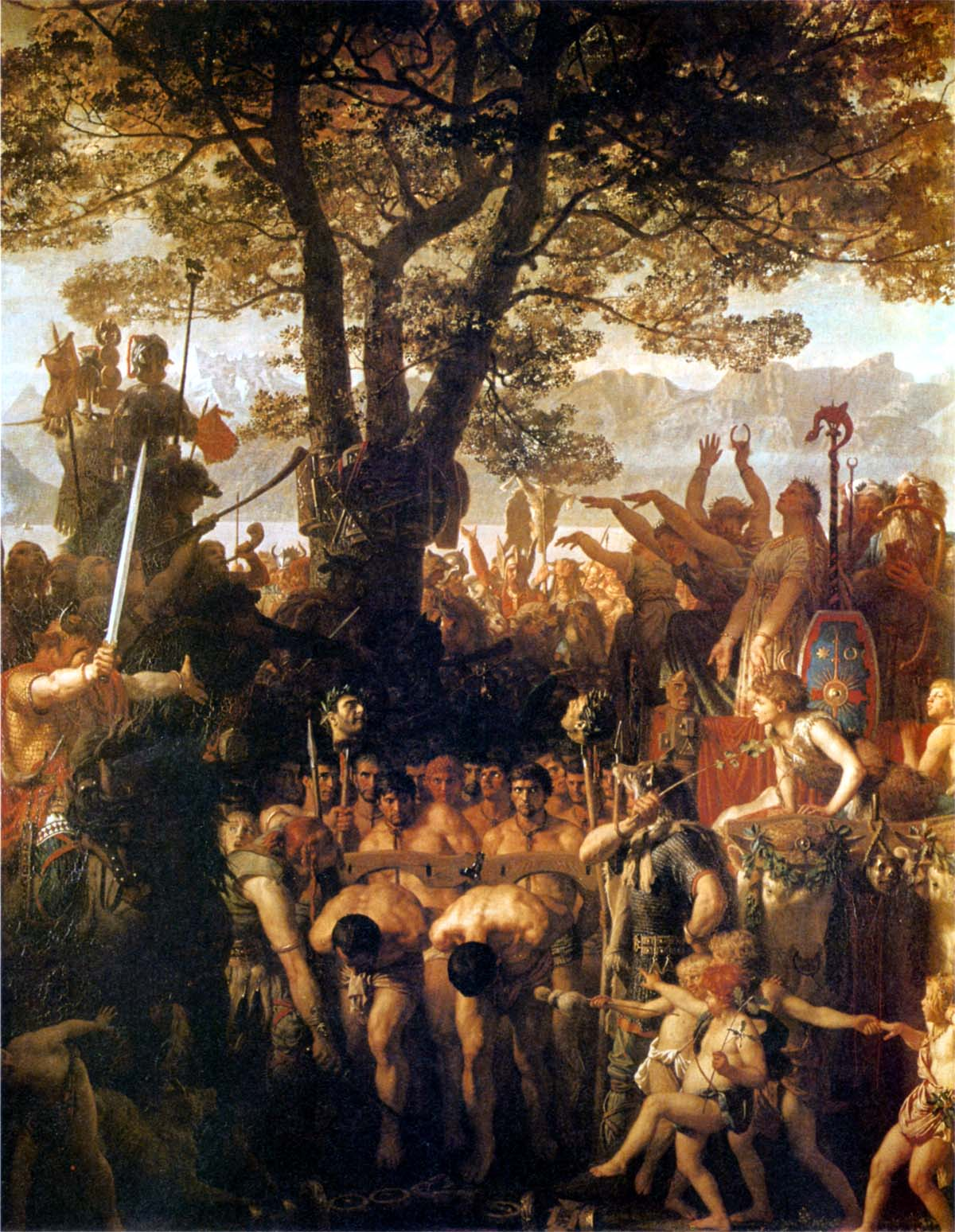
기원전 107년 아겐에서 디비코 휘하의 헬베티족이 로마에 대항하여 승리를 축하하는 찰스 글리에르(19세기)의 낭만주의 그림

헬베티족은 기원전 111년경 독일 남부에 도착하여 곧 갈리아를 침공했을 것이다. 로마 속주 갈리아 나르보넨시스를 침공하는 동안 그들은 기원전 107년 아겐디쿰 근처에서 루키우스 카시우스 롱기누스 휘하의 로마 군대를 격파하고, 집정관을 죽였다. 그들은 계속해서 스페인, 갈리아, 노리쿰, 이탈리아 북부로 진군했다. 기원전 102-101년에 패배를 당하고 살아남은 헬베티는 알프스를 가로질러 퇴각했다.
기원전 58년에 귀족 오르게토릭스는 새로운 헬베티아 이주를 선동했는데, 여기서 부족 전체가 그들의 영토(현재는 스위스 고원에 어느 정도 상응하는 것으로 설명됨)를 떠나 갈리아 전역에 대한 패권을 확립해야 했다. 그들은 마을에서 행진했지만 론강 강변에서 율리우스 카이사르에 의해 저지되었다. 그 다음 헬베티족은 아이두이족의 오피둠 비브락트 근처 지역으로 쥐라산맥을 가로질러 행진했다. 그곳에서 카이사르는 비브락트 전투에서 헬베티족을 따라잡아 무찔렀다. 이것은 헬베티족의 퇴각과 로마인들이 그들의 짐 대부분을 빼앗는 결과를 낳았다. 그들이 항복한 후, 헬베티족은 포이데라티가 되었고, 군인을 제공하는데 필요한 연합 시민이 되었지만, 로마 시민권은 부여되지 않았다.
헬베티족은 기원전 52년에 베르킨게토릭스를 지원하면서, 6년 후 포이데라티로서의 지위를 상실했을 것이다. 기원전 50년에서 45년 사이에 로마인들은 헬베티족 정착지인 노비오두눔(Noviodunum, 현재의 니옹)에 일루리아 에붸스트리스(Colonia Iulia Equestris)를 건설했다. 이 식민지는 헬베티족의 영토와 갈리아의 나머지 지역 사이의 두 가지 중요한 군사적 접근 경로 중 하나를 통제하기 위한 수단으로 설립되었을 가능성이 가장 높으며, 론 계곡과 준트가우를 통과하는 통로를 차단했다.
다음 반세기 동안 헬베티족은 점점 더 로마화되었다. 이 기간 동안 아벤티쿰이 설립될 곳 근처에 두 개의 정착촌이 있었다. 첫 번째는 기원전 1세기에 폐기한 무르텐 호수와 뇌샤텔 호수 사이의 몽뷸리에 있는 오피둠이다. 두 번째는 부아드샤텔(Bois de Châtel)로 기원전 1세기 후반에 요새화되었다. 부아드샤텔은 1세기 초에 파괴되었고, 사람들은 아벤티쿰으로 이동했다.

## 아벤티쿰의 설립
아우구스투스의 치세(기원전 27년 – 서기 14년) 동안 로마의 지배는 더욱 구체화되었다. 전통적인 켈트족 오피다 중 일부는 이제 군단병 주둔지로 사용되거나 재배치되었다. 아벤티쿰이 설립된 정확한 날짜는 정확하지 않지만, 아우구스투스의 통치기간 동안이나 직후에 설립되었을 가능성이 크다.
기원후 5년까지 무르텐 호수 기슭에 부두가 있었는데, 이것은 아벤티쿰에 정착했다는 최초의 증거이다. 서기 15년으로 거슬러 올라가는 무덤도 도시에서 발견되었다. 그 기간 동안 현대 아방슈의 북동쪽 구석에 로마 광장 스타일의 작은 정착지가 세워졌다. 그러나 이곳은 티베리우스의 통치 기간 (AD 14–37)으로만 거슬러 올라갈 수 있다. 아벤티쿰은 로마 군단 진영 빈도니사가 건설됨에 따라 AD 16~17년에 성장했을 것이다. (오늘날 아르가우주의 빈디쉬에 있음) 아벤티쿰은 로잔에서 빈도니사까지의 로마 도로의 주요 위치였다.
클라우디우스의 통치 기간 (41–54 AD) 동안 이탈리아에서 최근에 정복된 고타드 고개를 통해 브리타니아 지방까지 이어지는 무역로가 완성되었다. 이 경로는 아벤티쿰을 통과하여 도시가 확장되었다.
이곳은 이후 게르마니아 수페리오르의 일부가 되었고, 막시마 세콰노룸의 디오클레티아누스 속주의 일부가 되었다. 헬베티족의 이전 영토와 그 주민들은 이 시기에 갈리아의 나머지 지역과 마찬가지로 로마자로 표기되었다.

## 헬비티아의 수도 건설
1세기에 아벤티쿰과 헬베티 땅은 갈리아 벨기카의 로마 속주로 통합되었다. 서기 69년경에 쓴 태시투스(Tacitus)는 헬베티아족을 원래 갈리아인으로, 전쟁에서 용맹과 공적을 남겼으며, 그는 아벤티쿰 Caput gentis, 헬베티아의 수도를 지명했다. 비교적 발전된 문명 상태와 이탈리아와 독일 사이의 주요 도로에서 눈에 띄는 위치 때문에 이 칭호를 얻었을 가능성이 크다. 그것은 또한 잘 사용된 군사 도로 네트워크의 중심이었다. 제네바 호수 기슭에 위치한 아벤티쿰과 니옹(Colonia Equestris)은 헬베티아의 모든 이정표의 출발점이었다.
서기 1세기의 처음 3/4 동안 아벤티쿰은 키비타스 헬베티오룸(Civitas Helvetiorum)에서 제국 숭배의 중심지가 되었다. 그러나 헬베티족은 서기 68년 네로 황제가 사망한 직후 다시 로마와 갈등을 빚었다. 다른 갈리아족들과 마찬가지로 헬베티족은 키비타스로 조직되었으며, 자신의 군대가 특정 요새를 방어하는 것을 포함하여 내부 자치권을 누렸다. 네로의 죽음에 뒤이은 내전과 4명의 황제의 해에서 키비타스 헬베티오룸은 갈바를 지원했다. 그의 죽음을 모르고 라이벌인 비텔리우스의 권위를 받아들이기를 거부했다. 라팍스 제21군단이 빈도니사에 주둔하고 비텔리우스를 선호하여 헬베티족 수비대의 급여를 훔쳐 헬베티족이 전령을 가로채고 로마 파견대를 억류하도록 촉발했다. 이전에 갈바의 지지자였던 아울루스 카에키나 알리에누스는 현재 이탈리아의 비텔리우스 침공의 선두 주자였다. 보세티우스 산에서 헬베티를 분쇄하고 수천 명을 죽이고 노예로 만드는 대규모 징벌 작전을 시작했다. 아벤티쿰은 포위되었고 신속하게 항복했다. 이 도시는 로마군에 의해 거의 파괴될 뻔했지만, 비텔리우스의 헬베티아 사절인 클라우디우스 코스수스의 간청으로 인해 타키투스가 말했듯이 "유명한 웅변"으로 도시는 살아났다.